# Ли Халфпени
Ли Халфпени (енгл. Leigh Halfpenny; 22. децембар 1988) велшански је професионални рагбиста који игра на позицији број 15 - аријер, за француски Рагби клуб Тулон и рагби јунион репрезентацију Велса.

## Биографија
Рођен је 22. децембра 1988. у месту Горсинон у близини града Свонзи. Халфпени је најпре играо за Нет РФК и Кардиф РФК у премијер дивизији Велса. 2008. Халфпени је потписао за Кардиф Блуз тим из Про 12 и за шест година колико је провео у Блузима, Ли Халфпени је одиграо 87 утакмица и постигао 568 поена. 2014. Халфпени је прешао у богати франуски клуб Тулон са којим је освојио маја 2015. Куп европских шампиона у рагбију. За рагби јунион репрезентацију Велса Халфпени је дебитовао са 19 година против "Спрингбокса" - рагби јунион репрезентације Јужне Африке 2008. Халфпени је у претходним годинама играјући за Велс потврдио да је вансеријски играч, у 59 утакмица за национални тим постигао је 12 есеја и 476 поена. Халфпени је са Велсом освојио две титуле Куп шест нација. Халфпени је један од најбољих аријера на свету, а највећи његови квалитети су агилност, агресивност и шут, на једном тест мечу за екипу Британски и ирски лавови, Ли Халфпени је казне и претварања шутирао стопроцентно, невероватних 11 од 11 са свих позиција.